# نور الدين بن تومي
نور الدين بن تومي (مواليد 19 فبراير 1972، شاموني) هو متزحلف فرنسي جزائري.

## السيرة
والدته معلمة من تولوز، ووالده جزائري الأصل من مسيلة.

## المسيرة الرياضية والمهنية
شارك نور الدين بنتومي في العديد من الأحداث الرياضية، بما فيها رياضة الركض. بعدما أصبح مهندس اتصالات في شركة هيوليت-باكارد، قرر في عام 2003 ممارسة رياضة التزحلف الريفي.

## إلهام
ألهمت قصته عن الألعاب الأولمبية فيلمحظا سعيدا للجزائر Good Luck Algeria عام 2015، لشقيقه فريد بنتومي.